# Paleopsilopterus
Paleopsilopterus – wymarły rodzaj dużych nielotnych drapieżnych ptaków z rodziny Phorusrhacidae. Żył na terenach współczesnej Brazylii w środkowym paleocenie około 60 milionów lat temu. Jest najstarszym znanym przedstawicielem Phorusrhacidae, choć niektórzy autorzy nie wymieniają go wśród Phorusrhacidae. Gatunek typowy rodzaju, P. itaboraiensis, nazwany w 1985 roku przez Alvarengę, jest znany jedynie z dwóch niekompletnych tarsometatarsi.